# John Hennessey
John Francis Hennessey (Indianapolis, 27 ottobre 1900 – Stuart, 18 agosto 1981) è stato un tennista statunitense.

## Carriera
Ottiene il primi risultati importanti al Tri-State Championships dove nel 1917 vince il doppio maschile in coppia con Albrecht Kipp, nel 1919 raggiunge la finale del singolare sconfitto da Fritz Bastian mentre nel 1920 centra la doppietta vincendo sia il torneo di singolare che quello nel doppio maschile.
Nel 1925 partecipa per la prima volta a Wimbledon dove raggiunge i quarti di finale in singolare, sconfitto al quinto set da Henri Cochet, e la finale del doppio dove in coppia con Raymond Casey viene fermato da altri due moschettieri francesi Jean Borotra e René Lacoste sempre in cinque set combattuti.
Due anni dopo disputati i quarti di finale agli U.S. National Championships, sconfitto da Frank Hunter, e si presenta in finale agli U.S. Men's Clay Court Championships dove viene fermato da Bill Tilden al settimo successo consecutivo sui campi in terra battuta. Nel 1928 conquista il suo unico torneo dello Slam, gli U.S. National Championships 1928 in coppia con George Lott sconfiggendo nell'incontro decisivo gli australiani Gerald Patterson e John Hawkes
Ha fatto parte della squadra statunitense di Coppa Davis nel biennio 1928-29 vincendo quattordici incontri e perdendone due, queste uniche sconfitte sono avvenute durante la finale del 1928 persa contro la Francia.

## Statistiche

### Finali nei tornei del Grande Slam

#### Doppio

##### Vittorie (1)
| Anno | Torneo                      | Compagno    | Avversari in finale          | Punteggio     |
| 1928 | U.S. National Championships | George Lott | Gerald Patterson Jack Hawkes | 6–1, 6–2, 6–1 |

##### Finali perse (1)
| Anno | Torneo              | Compagno      | Avversari in finale       | Punteggio                |
| 1925 | Torneo di Wimbledon | Raymond Casey | Jean Borotra René Lacoste | 4–6, 9–11, 6–4, 6–1, 3–6 |